# A Magyar Rádió ostroma

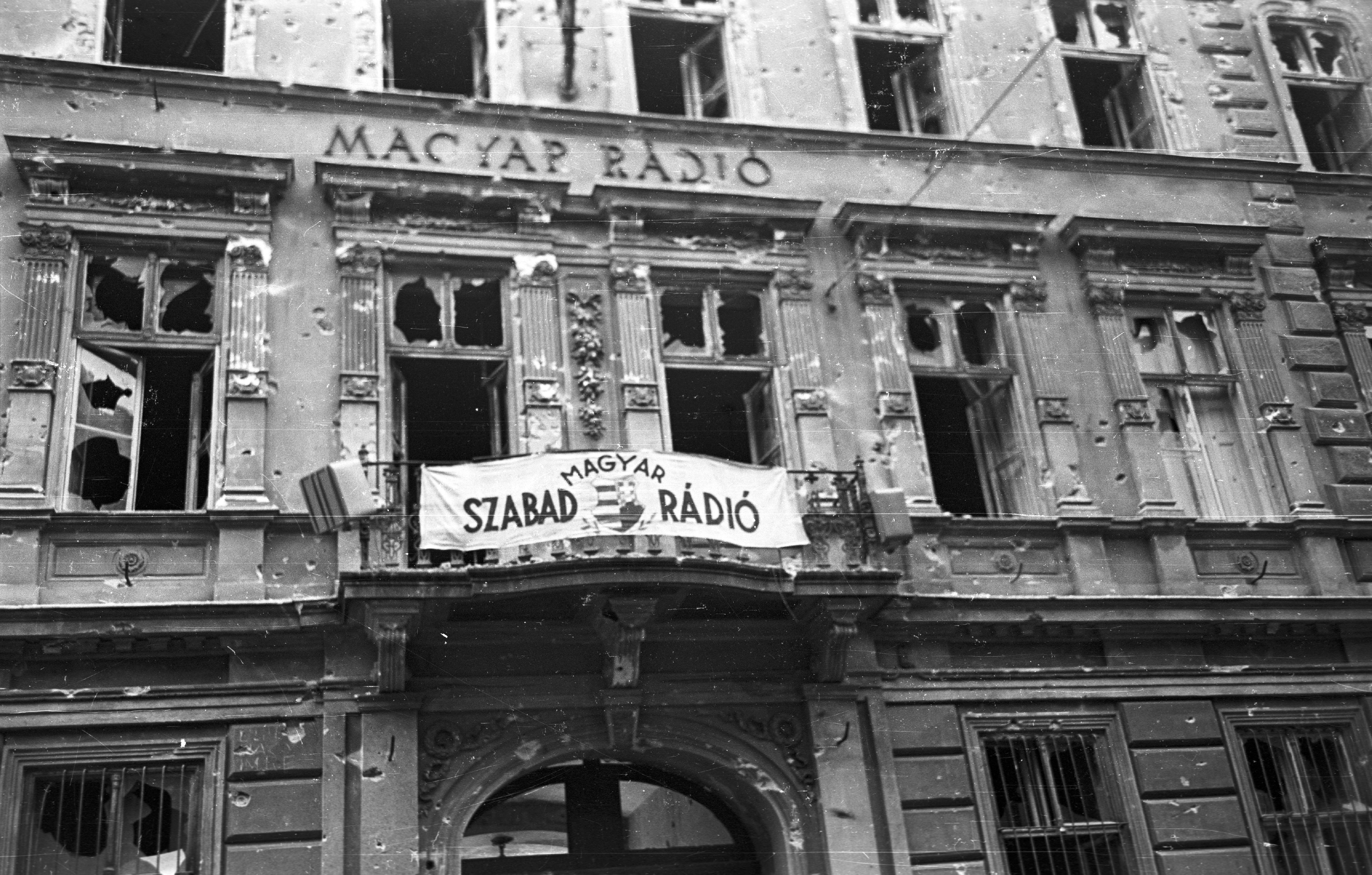
A Magyar Rádió épülete szétlőtt ablakaival 1956-ban

A Magyar Rádió ostroma az 1956-os forradalom első napján, 1956. október 23-án este zajlott le a budapesti Bródy Sándor utcában található rádió épület előtt, illetve a rádió épületében. A fegyveres összetűzések áldozatainak száma a mai napig ismeretlen.

## Előzmények
1956 októberében az egyre növekvő elégedetlenség komoly feszültségbe kezdett torkolni. A Műegyetemen, illetve az ország több pontján egyre hangosabban követeltek változásokat. A diktatúra bilincseit széttörni készülő diákok számos olyan politikai követelést is megfogalmaztak, amelyek eleve elfogadhatatlanok voltak a pártvezetőség még reformernek tartott tagjai számára is. A diákok által megfogalmazott 16 pontja többek között követelte Nagy Imre miniszterelnökké kinevezését, a sztálinista-rákosista vezetők leváltását, és felelősségre vonását, valamint vélemény- és sajtószabadságot, többpárti rendszert, valóban szabad választásokat, valamint új nemzetgyűlést kívánt elérni. A 16 pontot 1956. október 22-én fogadták el, majd az ekkor már országossá vált Magyar Egyetemisták és Főiskolások Szövetsége másnapra a lengyelek melletti (különösen a poznańi munkásfelkelésre) emlékező szolidalitási gyűlést hirdetett. A diákszervezetek által szervezés alatt álló felvonulást a Belügyminisztérium csak akkor engedélyezte, amikor az már elkerülhetetlennek látszott. 14:00 óra körül Kopácsi Sándor budapesti rendőrfőkapitány és Fekete Károly belügyminiszter-helyettes jelentett be az egyetem udvarán Piros László belügyminiszter megbízásából az egyetemen tanuló diákok felvonulásának engedélyezését, amelyet az adást megszakítva a Magyar Rádió 14:23-kor közleményben is ismertetett. A Műegyetem udvaráról a Budafoki úti kapun keresztül 1956. október 23-án délután fél három-három óra körül indult el az egyetemisták felvonulása, rendezett és fegyelmezett sorokban. A felvonuló fiatalok többségét a Rákosi–Gerő-klikk hibái és vezetési módszerei feletti elkeseredettségében az a szándék vezette, hogy ezeket a hibákat megszüntetve, a népi demokratikus rendszer alapjait megerősítve, a szocializmus építésének útján haladjon előre az ország. A szervezők pontosan megjelölték a tervezett útvonalat (Gellért tér–Gellért rakpart–Döbrentei tér–Döbrentei utca–Lánchíd utca–Főutca–Jégverem utca–Bem rakpart). A Bem térre vonuló tömeg egyik jelszava a Kossuth címert akarunk! volt. Ekkor született meg a forradalom későbbi jelképe, a Rákosi-címertől megszabadított nemzeti zászló, amelyen egy lyuk tátongott a címer helyén, több visszaemlékező szerint már a felvonulás során a Bem rakparton látható volt egy ablakból lengetett lyukas zászló. Az ELTE és a Műszaki Egyetem hallgatói a Bem-szobornál találkoztak. 
A tüntetés ideje alatt Gerő Ernő és köre riadóztatták a budapesti és a környékbeli katonai egységeket. Gerő telefonon katonai segítséget kért Hruscsovtól. Este 8 órakor a Kossuth Rádió közvetítette Gerő beszédét, amelyben sovinisztának, nacionalistának és antiszemitának nevezte a tüntetést, önmagát a reformok képviselőjének nyilvánította, addigi politikáját helyesnek ítélte és a tüntetők minden követelésétől elzárkózott.

## A rádió ostromának előzményei
A fenti események után a tömeg egy része a Parlamenthez vonult, ahol Nagy Imre beszédére vártak, míg másik része a Magyar Rádió épületéhez vonult azzal a céllal, hogy a 16 pontot a rádióba felolvastassák. A rádió épületében ekkor már elég sok fegyveres tartózkodott, de a reguláris katonai egységek ‑ a honvédelmi miniszter parancsa értelmében ‑ nem rendelkeztek éles fegyverrel. A délután folyamán a rádióba érkezett Fehér őrnagy vezetésével az Államvédelmi Hatóság különítménye, akik éles fegyverrel rendelkeztek. Este nyolc óra körül jelentős, de pontosan nem ismert számú tömeg gyűlt össze a Bródy utcában. A diákok folyamatosan tárgyaltak, több küldöttség ment be a rádióba, de érdemben nem tárgyaltak velük a 16 pont beolvasásának kérdésében. Különböző trükkökkel (egy használhatatlan közvetítő kocsiba vitték be a küldöttséget, de mivel ekkor már ki voltak téve az ablakba a rádiók, s hiába olvasták fel a közvetítőautóban a pontokat, az nem hangzott el) próbálták a tömeget csillapítani, sikertelenül. Este nyolc óra magasságában hangzott el Gerő Ernő beszéde, amely elítélte a tiltakozókat. Mire elhangzott Gerő rádióbeszéde, már lezajlott néhány kisebb incidens az egyre türelmetlenebbül várakozó tömeg és az épületet körülvevő egyenruhások között, de mindaddig egyik részről sem történt fegyverhasználat.

## Az ostrom
Az első lövések este 21 óra magasságában dördültek el. Hegedűs András akkori miniszterelnök később a BBC tudósítójának azt nyilatkozta, hogy a tűzparancsot vagy Bata István honvédelmi miniszter vagy Piros László belügyminiszter adta ki.Sokáig vita tárgya volt, hogy az első lövést melyik oldalról adták le. Zólomy ezredes viszont visszaemlékezésében határozottan azt állítja, hogy az ÁVH osztag lőtt először a tömegbe. Zólomy László ezredes, aki nyolc óra után érkezett meg a rádió épületébe egy vegyvédelmi osztaggal – a vezérkari főnök közvetlen utasítására – az első lövöldözés után átvette a parancsnokságot, s utasította az ÁVH osztagát, hogy vonuljanak vissza az épületbe, és zárják le a hátsó, valamint az oldalsó bejáratot. Saját vegyvédelmi osztagát az első emeleten helyezte el, azzal a paranccsal, hogy amennyiben a tömeg megpróbálná betörni a főbejáratot, akkor könnygázgránátok bevetésével akadályozzák meg. A tömegben tartózkodó, hadiüzemekben dolgozó munkások segítségével ebben az időben jutottak a tüntetők fegyverekhez, valamint ez idő tájt érkeztek meg a Parlamenttől azok, akik korábban Nagy Imrét hallgatták meg. A tüntetők a katonáktól is szereztek fegyvert, illetve kezükre jutott a védőknek erősítést szállító teherautó is. Heves lövöldözés kezdődött, a kapualjakból és a környező házak ablakaiból az ostromlók, a rádió épületéből az (a parancs ellenére az első vonalba visszatérő) ávósok szórványosan tüzeltek.

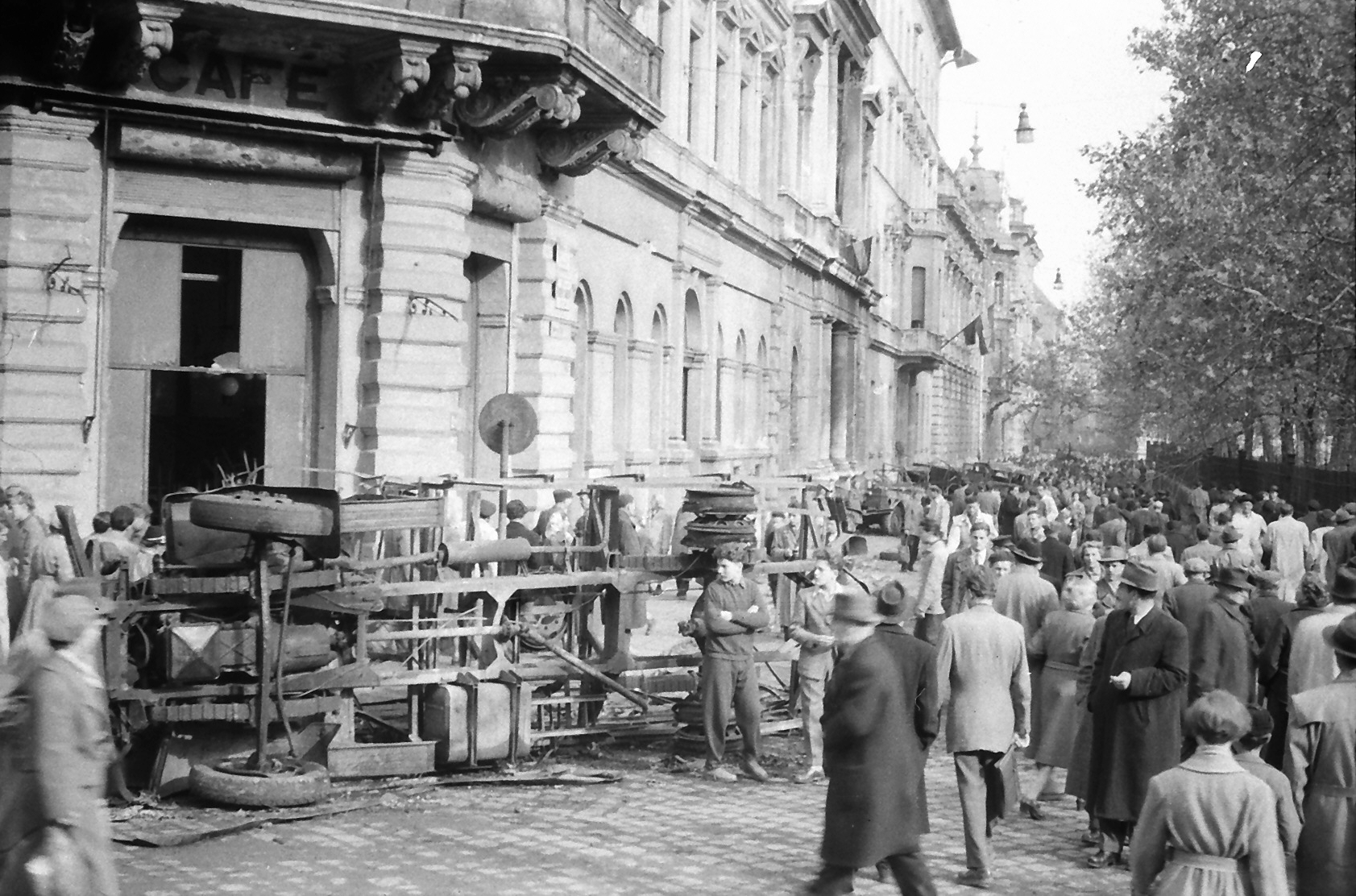
Bródy Sándor utca - Múzeum körút sarok, Múzeum kávéház, 1956 október

Kopácsi Sándor, Budapest akkori rendőrfőkapitányának utasítására egy rendőrszázad érkezett a Rádióhoz, viszont – máig ismeretlen okokból – az ÁVH-sok azonban lőni kezdték a segítségükre érkezett rendőröket, ami következtében két rendőr megsebesült. Ezért a rendőrkapitány az osztag visszarendeléséről döntött.
Piliscsabáról négy lőszer nélküli magyar tank érkezett a Rádió védelmére, Solymosi János alezredes irányítása alatt. Ő ekkor kísérletet tett arra, hogy egy létrára felállva megnyugtassa a tömeget, de az épületből az ő irányába is lövéseket adtak le, s helyettese, valamint négy kékávós sorkatona elesett. Szirmai Ottó, a Rádió – később az Angyal-perben kivégzett – párttitkára tolmácsolta az ÁVH ultimátumát, hogy amennyiben nem hagyja el a tömeg a rádió környékét, akkor  tíz percen belül lőni fognak. Ezen információ átadása után Benke Valéria, a rádió vezetője utasítására a nőket kivezették a hátsó kijáraton az épületből.
Eközben Bata István és Piros László a pártközpontban folyamatosan követelte a sortűzparancs kiadását, amire 23 és 24 óra között kerül sor. A parancs megérkezett, éjfél körül eldördült az épületben a sortűz. Ezután kezdődött az épület ostroma, amelynek során hajnalra, kora reggelre elfoglalták a Rádiót.
Fehér József államvédelmis őrnagyot, aki parancsnoka volt az ÁVH-s különítménynek – máig tisztázatlan körülmények között – fejbe lőtték, s meghalt. A Magyar Rádió épülete gyakorlatilag 1956. október 24-én reggel nyolc órára a felkelők kezébe került.

## Az ostrom következményei
A rádió ostrománál elesett személyek számát a mai napig nem ismerni pontosan. Az ÁVH (illetve a Rádió egyéb védelmi egységei) kb. 15 főt veszítettek. A tüntetők közül az első halott, Mois János igazolványát Szirmai Ottó nézte meg 20 óra 30 perckor. A környező kórházak lassan megteltek sebesültekkel és halottakkal. A II. számú Sebészeti Klinikán például hat halottat és harminchat sebesültet adminisztráltak éjszaka. A haláleseteket október 24-re anyakönyvezték. Összességében elmondható, hogy a lelőtt – többnyire fegyvertelen – tüntetők közül tíz-tizenöt nevét tudni, a sortűz és az ostrom során elesettek száma ismeretlen. A halottak számára nagyságrendben a 200‑300 fő közötti szám a leginkább valószínűsíthető.
A rádió ostromának gyakorlati haszna viszont nem volt, mivel az összecsapás kezdetekor a rádióadást átkapcsolták a Parlamentbe, s így onnan szerkesztették és bonyolították le a következő napokban a műsoradást Szabad Kossuth Rádió néven, megváltozott hangnemben és a forradalom mellett hitet téve.